# LCM (langage)
Pour les articles homonymes, voir LCM.
 (novembre 2024).
Si vous disposez d'ouvrages ou d'articles de référence ou si vous connaissez des sites web de qualité traitant du thème abordé ici, merci de compléter l'article en donnant les références utiles à sa vérifiabilité et en les liant à la section « Notes et références ».
 (novembre 2024).
LCM (Logic Control Modeler) est un langage de programmation de type synchrone. Il est développé par la société Dassault Systèmes depuis [Quand ?].